# From the Bottom of My Broken Heart
 (juin 2012).
Si vous disposez d'ouvrages ou d'articles de référence ou si vous connaissez des sites web de qualité traitant du thème abordé ici, merci de compléter l'article en donnant les références utiles à sa vérifiabilité et en les liant à la section « Notes et références ».
Singles de Britney Spears
Born to Make You Happy
(1999) Oops!... I Did It Again
(2000)
Pistes de ...Baby One More Time
Born to Make You Happy
(5) I Will Be There
(7)
From the Bottom of My Broken Heart est une chanson de l'artiste américaine pop Britney Spears, issue de son premier album ...Baby One More Time et est commercialisé en tant que cinquième single de l'album, le 19 décembre 1999. C'est une ballade pop, écrite est produite par Eric Foster White. Spears chante sa séparation avec son premier amour. 
From the Bottom of My Broken Heart n'a de réel succès qu'aux États-Unis, se classant à la 14e place du Billboard Hot 100 et se vendant à plus de 1.000.000 exemplaires[réf. nécessaire]. Il reçoit des critiques mitigées[réf. nécessaire]. 
Un clip video, sorti le 17 décembre 1999, est sorti pour promouvoir le single. Britney Spears interprètera notamment la chanson au 42nd Grammy's Awards en medley avec ...Baby One More Time.

## Classement
| Chart (2000)                               | Meilleure Position |
| ------------------------------------------ | ------------------ |
| Australie                                  | 37                 |
| Philippines                                | 10                 |
| Royaume-Uni                                | 178                |
| États-Unis Billboard Hot 100               | 14                 |
| États-Unis Billboard Hot 100 Singles Sales | 1                  |
| États-Unis Billboard Hot 100 Airplay       | 53                 |
| États-Unis Billboard Top 40 Mainstream     | 17                 |
| Nouvelle-Zélande                           | 23                 |

Format du Single
| Australie CD Single (9250132) 1. "From the Bottom of My Broken Heart" [Radio Version] : 4:34 2. "(You Drive Me) Crazy" [Jazzy Jim's Hip-Hop Mix] : 3:40 3. "Thinkin' About You" : 3:35 4. "Sometimes" [Answering Machine Message] : 0:25 États-Unis CD Single (01241-42653-2) 1. "From the Bottom of My Broken Heart" [Radio Version] : 4:34 2. "(You Drive Me) Crazy" [Jazzy Jim's Hip-Hop Mix] : 3:40 3. Enhanced With Clips From The "Born to Make You Happy" & "From the Bottom of My Broken Heart" Videos | États-Unis Promo CD (JDJ-42632-2) 1. "From the Bottom of My Broken Heart" [Radio Edit] : 4:34 États-Unis Promo 12" Vinyl (DUTCH-16) - Face A: 1. "From the Bottom of My Broken Heart" [Ospina's Millennium Funk Mix] : 3:31 - Face B: 1. "From the Bottom of My Broken Heart" [Ospina's Millennium Funk Mix Instrumental] : 3:31 2. "From the Bottom of My Broken Heart" [Radio Version] : 4:34 |